# Богатырь (спортивное общество)
«Богаты́рь» — спортивное общество (общество телесного воспитания), созданное в столице Российской империи Санкт-Петербурге в 1904 году. Наряду с «Маяком», общество «Богатырь» стало одной из крупнейших спортивных организаций Российской империи.
Устав общества «Богатырь» был утверждён в год создания. Организация состояла из членов почётных, действительных и сотрудников. Руководство делами возлагалось на общие собрания, председателя общества и совет.
Много российской молодёжи ежедневно приходило в спортивные залы общества для занятий художественной и спортивной гимнастиками, фехтованием, футболом и другими подвижными командными играми; по воскресеньям проводились музыкальные вечера и беседы; под руководством опытных педагогов устраивались познавательные прогулки и экскурсии по загородным местностям и более дальние поездки (например, в Финляндию и Москву), на самых льготных условиях для членов общества.
Также при «Богатыре» было задумано устройство спортивного школьного лагеря в Петергофе для воспитанников средних учебных заведений Российской империи.

После Октябрьской социалистической революции спортивное общество «Богатырь», как и сотни других организаций, было закрыто большевиками; альтернативу в виде добровольных спортивных обществ Советская власть смогла предложить только со второй половины 1930-х.

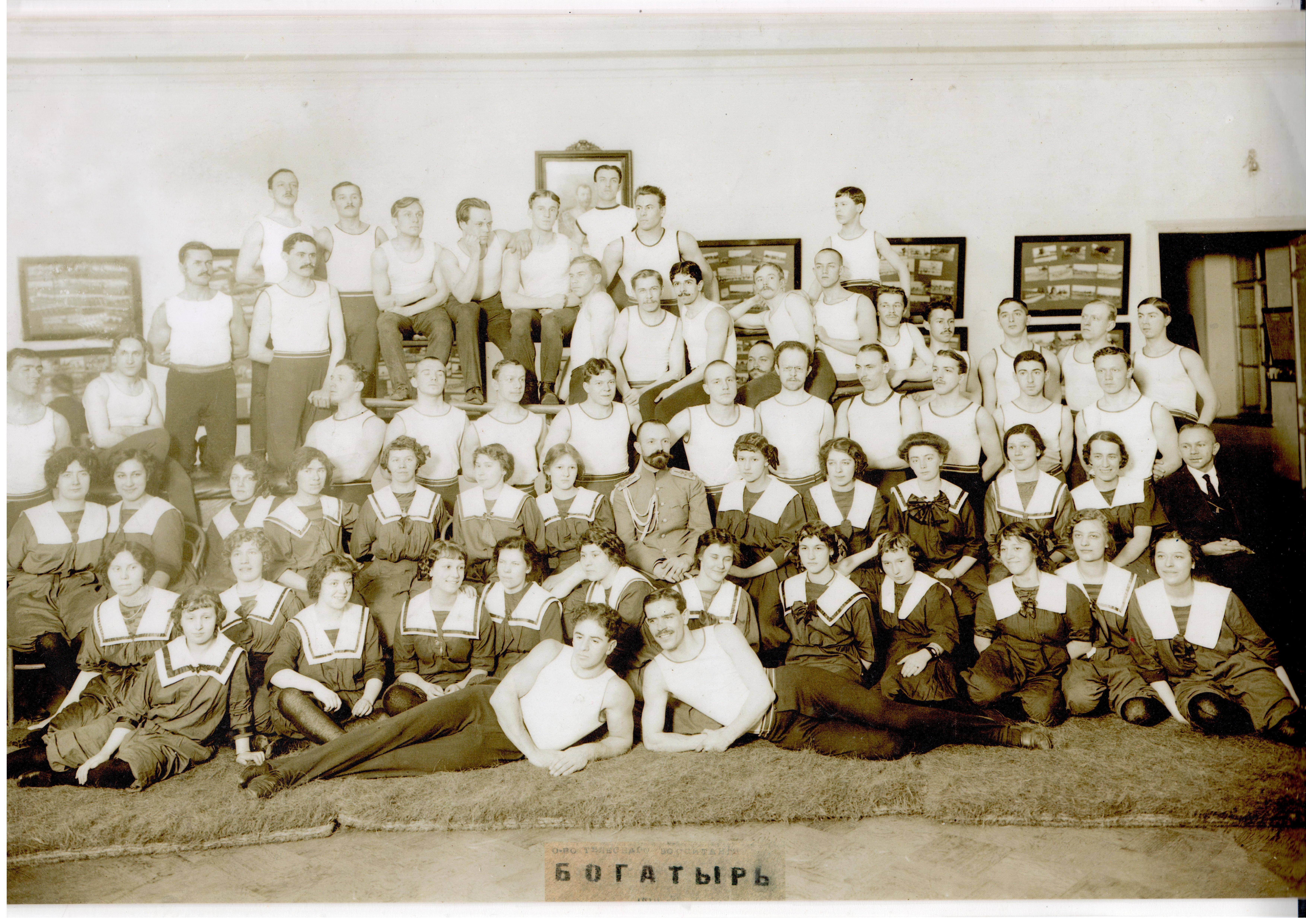
Групповая фотография членов спортивного общества "Богатырь". Предположительно 1913 год. В центре генерал, очень похожий на Николая II.

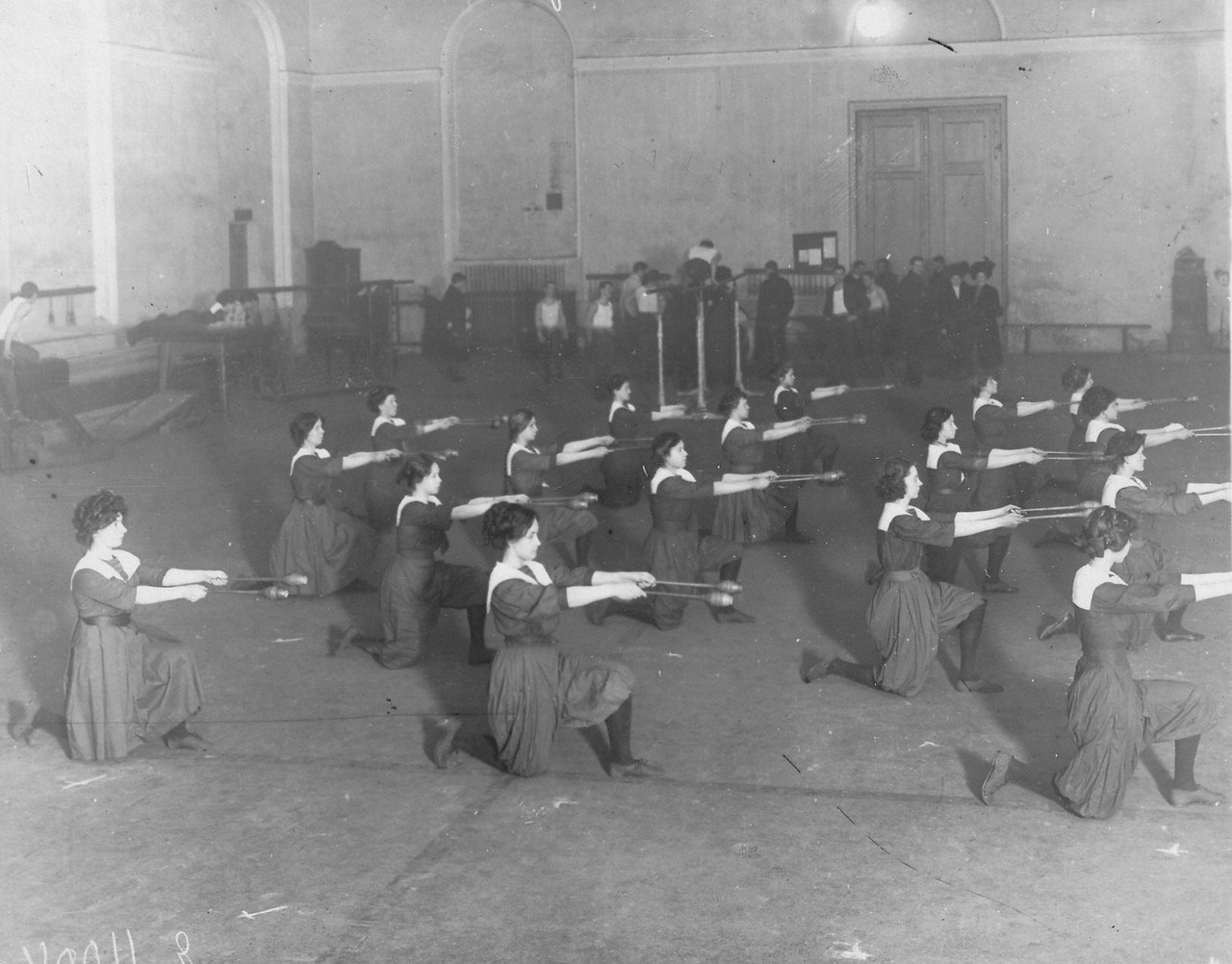
Занятие девушек по художественной гимнастике
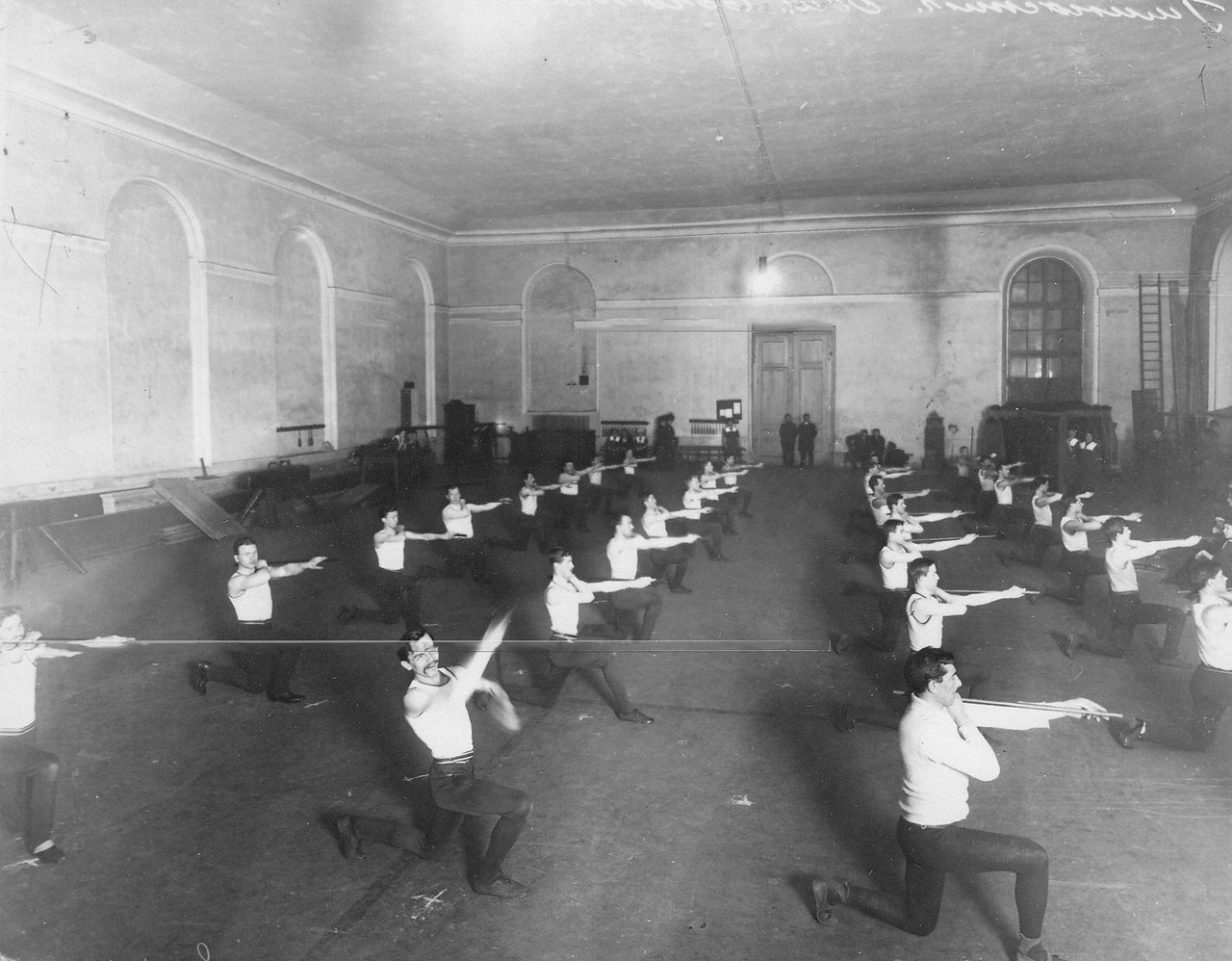
Занятие юношей по спортивной гимнастике
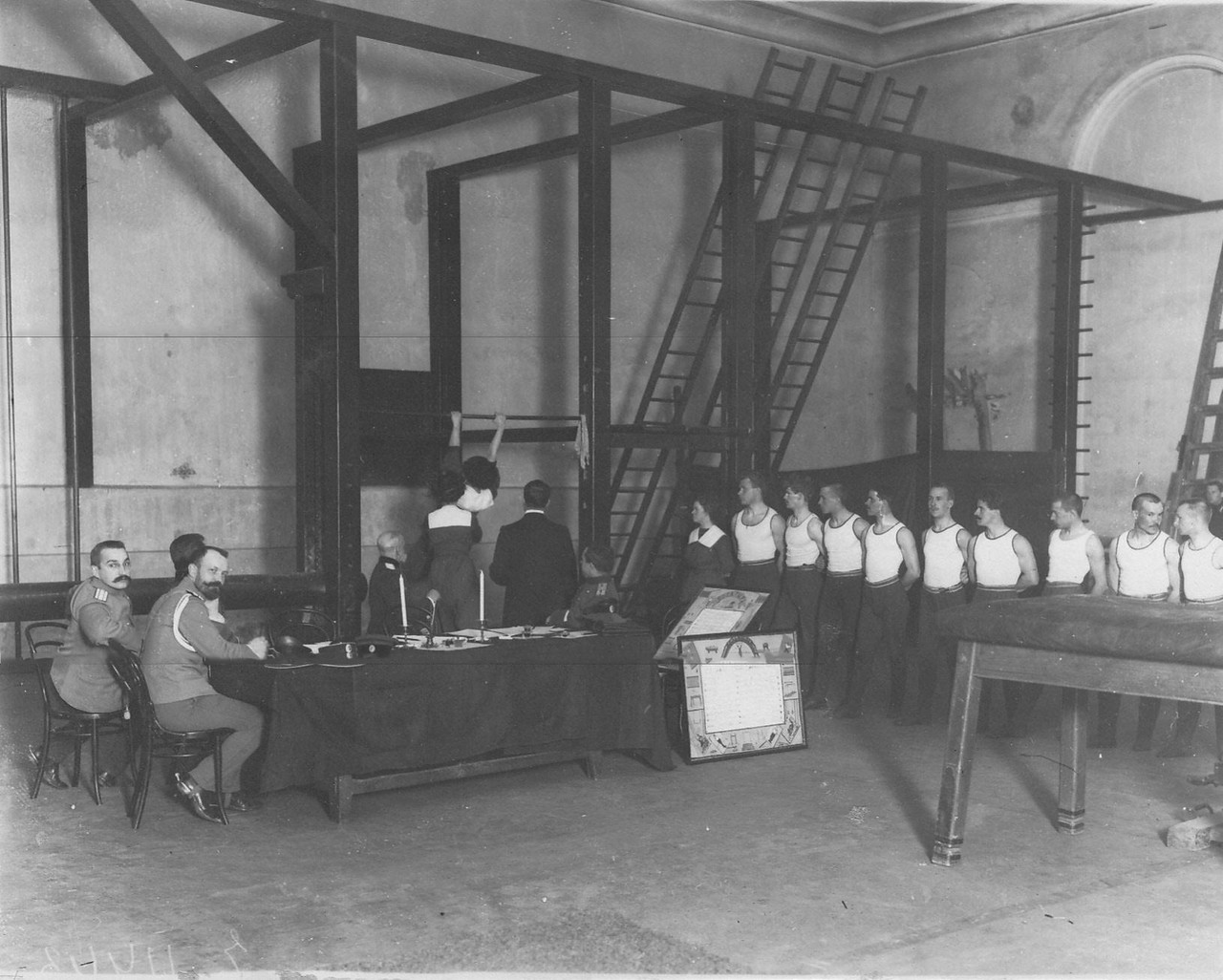
Экзамен по подтягиванию
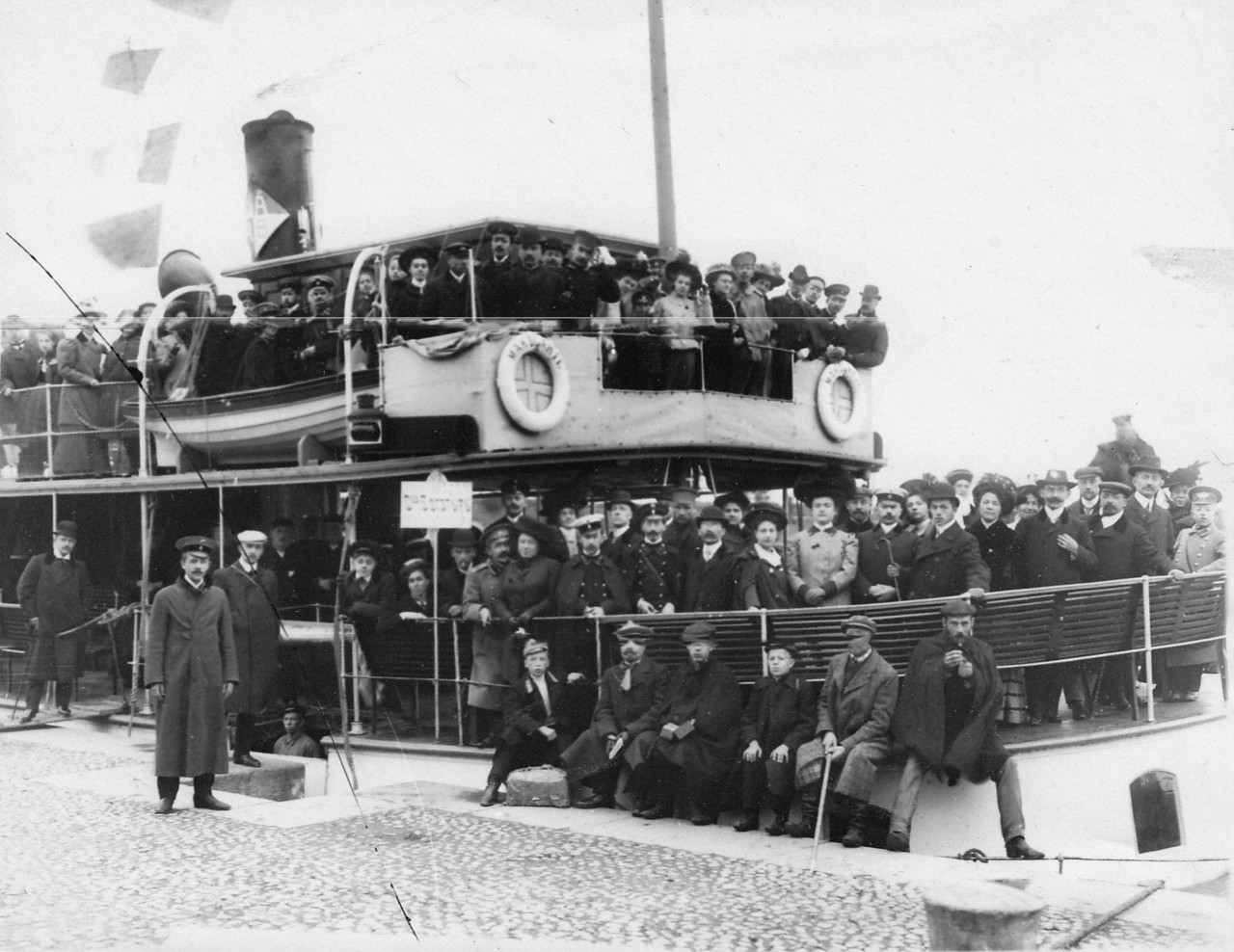
Члены Общества на экскурсии в Иматру (1909)
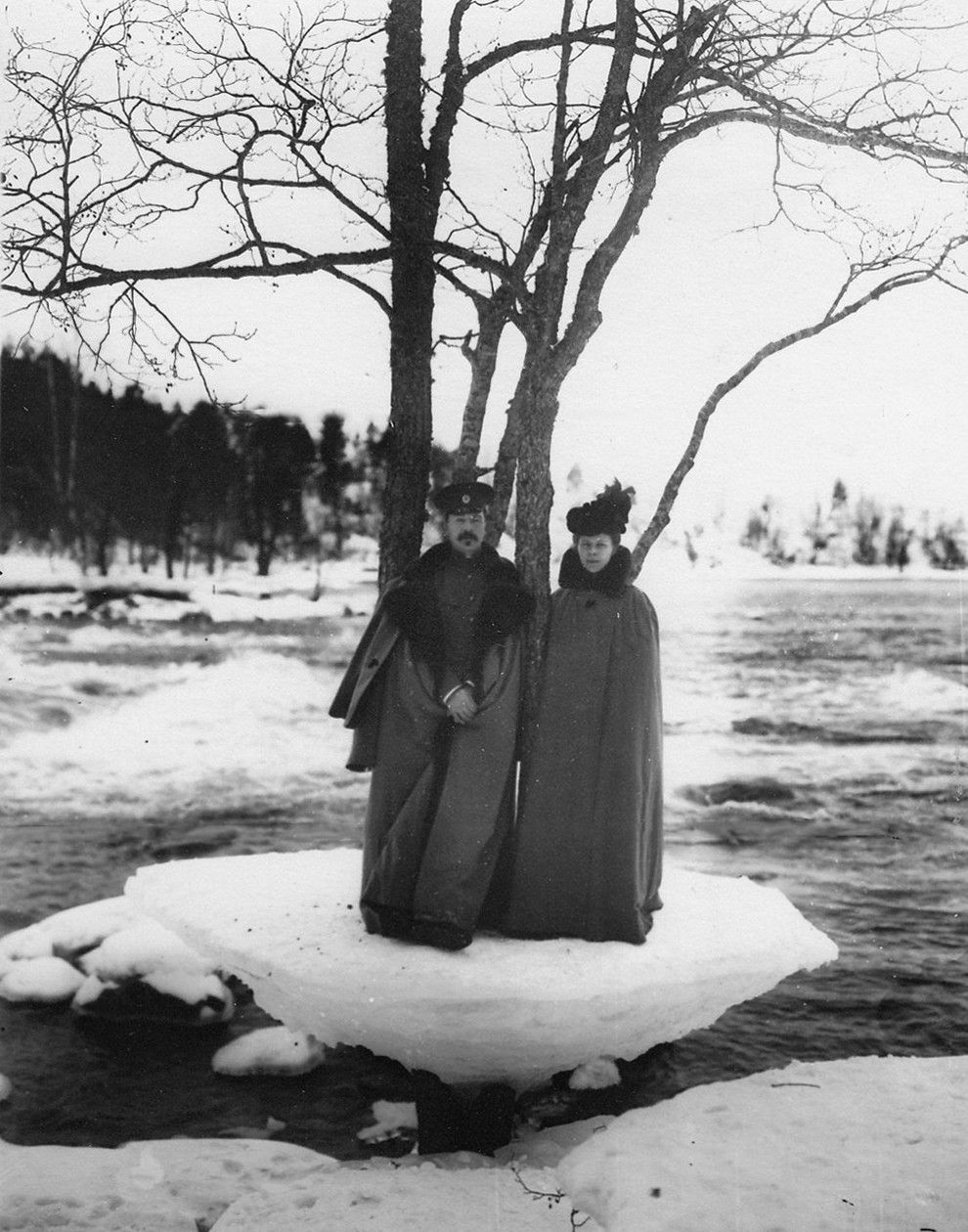
Педагоги «Богатыря»